# دهستان سنجبد غربی
دهستان سنجبد غربی یا دهستان فولادلوی مرکزی  نام دهستانی در بخش مرکزی شهرستان کوثر، استان اردبیل در ایران است. براساس سرشماری مرکز آمار ایران در سال ۱۳۸۵، جمعیت آن ۹۰۲۵ نفر (۱۸۵۹ خانوار) بوده‌است.